# Вогнищевий туберкульоз легень
Вогнище́вий туберкульо́з леге́нь характеризується наявністю різного генезу та давності невеликих (до 1 см у діаметрі) переважно продуктивного характеру вогнищ у межах 1—2 сегментів в одному або обох легенях та малосимптомним перебігом.
До вогнищевих форм відносяться як ті, що нещодавно виникли, свіжі (м'яковогнищеві) процеси з вогнищами до 10 мм, так і давніші (фіброзно-вогнищеві) утворення з явно вираженними ознаками активності процесу.
Свіжий вогнищевий туберкульоз характеризується наявністю м'яких вогнищевих тіней з трохи розмитими краями. При значних перифокальних змінах, що розвинулись на периферії вогнищ і утворюють бронхолобулярні фокуси, які зливаються, процес слід вважати інфільтративним туберкульозом легень.
Фіброзно-вогнищевий туберкульоз проявляється наявністю щільних вогнищ, інколи з включенням вапна, фіброзними змінами у вигляді тяжів і ділянок гіперпневматозу. В періоді загострення можуть також виявлятися свіжі м'які вогнища. При вогнищевому туберкульозі явища інтоксикації і "грудні" симптоми, як правило, зустрічаються у хворих у період загострення, у фазі інфільтрації або розпаду.